# Jukka Ikäläinen
Jukka Ikäläinen, född 14 maj 1957 i Söderhamn, är en finländsk fotbollstränare och före detta aktiv fotbollsspelare.  Spelarkarriär bland annat i GIF Sundsvall (1977-1980), Örgryte IS (1981-1985) och i Kiruna FF (1988-1990) som spelande tränare.  Han har spelat 58 A-landskamper för Finland och har varit  även tränare för Örgryte IS säsongen 2004. Ikäläinen fortsatte sedan som fotbollsansvarig inom klubben. Här lyckades han bättre med värvningarna av de finska spelarna Tuomas Uusimäki, Jukka Sauso och Henri Scheweleff.
2005 lämnade Ikäläinen uppdraget som fotbollsansvarig i Örgryte IS för att bli huvudtränare i finska division 1-laget RoPS. 2009 var han tränare för PS Kemi i Division I. Ikäläinen har även varit chefstränare för Finlands herrlandslag i fotboll åren 1994 till 1996.